# إد موني
إد موني (بالإنجليزية: Ed Mooney)‏ هو لاعب كرة قدم أمريكية أمريكي، ولد في 26 فبراير 1945 في بروكلين في الولايات المتحدة.

## وصلات خارجية
- إد موني على موقع مرجع كرة القدم المحترفة.كوم (الإنجليزية)